# Vuelo 742 de Viasa
El vuelo 742 de Viasa fue un vuelo regular entre Maiquetía (Venezuela), Maracaibo (Venezuela) y Miami (Estados Unidos) que se estrelló a los pocos minutos de despegar del Aeropuerto Grano de Oro de Maracaibo el 16 de marzo de 1969. Como consecuencia de este accidente, fallecieron las 84 personas a bordo del DC-9 que realizaba este vuelo y 71 personas en tierra, totalizando 155 muertos y 100 personas en tierra que resultaron heridas.
Este accidente en su momento fue considerado el desastre aéreo más mortífero de Venezuela hasta el vuelo 708 de West Caribbean, y también el más grave de la historia hasta 1971, cuando un jet de combate japonés chocó en el aire con el vuelo 58 de All Nippon Airways matando a sus 162 pasajeros.

## Antecedentes
En Maracaibo, ya desde 1964 estaba en construcción el Aeropuerto del Caujarito que pretendía sustituir al célebre Aeropuerto Grano de Oro, el cual ya estaba rodeado de viviendas en sus cuatro lados, lo que impidió ampliar las pistas, su única pista en servicio de las 4 existentes, la 04R/22L tenía 2 km de largo, suficiente para aeronaves de hélice de pistón y turbohélices, sin embargo, diariamente de ahí despegaban aviones a reacción como el DC-9-14 y el Boeing 727-100, podían despegar de pistas cortas, pero Grano de Oro era un aeropuerto cálido, eso disminuía la densidad del aire haciendo ajustados los despegues. Los marabinos ya eran conscientes de que su terminal aéreo debía salir de la ciudad.

## Aeronave y tripulación
La aeronave empleada era un DC-9-32, comprado 15 días atrás a McDonnell Douglas por Avensa quien le alquiló el avión y su tripulación a Viasa para un vuelo a Miami con escala en Maracaibo. 
La aeronave fue comandada por el capitán Emiliano Savelli Maldonado y José Gregorio Rodríguez Silva como primer oficial. Savelli Maldonado era Jefe de Operaciones de Avensa, llevaba 28.000 horas de vuelo con 25 años de experiencia. En Maracaibo, el vuelo despegó con retraso casi al mediodía, las altas temperaturas y presión contribuyeron al accidente.

## Pasajeros notables
- Antonio Herrera Gutiérrez, propietario del equipo Cardenales de Lara.
- Carlos Santeliz, pelotero del equipo Cardenales de Lara y prospecto del equipo Bravos de Atlanta.
- Néstor Chávez, lanzador del equipo Navegantes del Magallanes y prospecto del equipo Gigantes de San Francisco.

## Secuencia de eventos
A las 10:30 a. m. del domingo 16 de marzo de 1969, con 46 pasajeros a bordo, 10 tripulantes y 17.000 libras de combustible, el vuelo 742 de Viasa despega rumbo a Maracaibo, el cual llega a las 11:30 a. m. Algunos testigos aseguran que el avión tropezó o succionó ramas de unos árboles cercanos a la pista. Luego de estacionarse en la zona de vuelos internacionales del Aeropuerto de Grano de Oro, se realiza una parada de 30 minutos.
A las 11:45 a. m. se escucha el último llamado para abordar el vuelo 742, se han registrado 27 pasajeros para la escala en Maracaibo. El avión es recargado hasta las 28.000 libras de combustible y se le dan los últimos toques técnicos. Durante el rodaje, el avión entró a la pista por una calle de rodaje y no llegó a la cabecera, restándole 400 metros de recorrido a la carrera de despegue, finalmente los pilotos inician el despegue a las 12:00 p. m.
El avión carretea por la pista pero le cuesta elevarse. Finalmente logra elevarse a escasos 10 metros de altura al final de la pista, parece que va elevarse con normalidad, pero, en medio de la lucha por alcanzar altura, el motor izquierdo choca con un poste cercano al antiguo Cine Capitolio, más adelante, cuando el aparato ingresa a la Urbanización La Trinidad, un reflector de una pequeña cancha de baloncesto rasga los depósitos de combustible, derramándolo sobre los presentes que observan sorprendidos lo que sucede. El avión de Viasa, ya no enfilaba su proa hacia el cielo, en su camino aparece un poste con 2 transformadores, el que recibe el impacto de la aeronave, causando la explosión de los tanques de combustible y el motor izquierdo se incendia, el ala izquierda se desprende y cae sobre una de las casas afectadas. Finalmente, el avión fuera de control se estrella de forma invertida en una vereda de la Urbanización La Trinidad, seguido de una gran explosión que fue vista en toda la ciudad, el fuerte impacto hizo que el motor izquierdo se desprendiera y cayese sobre la casa del reconocido jugador de voleibol Lino Connell matando a casi todos sus ocupantes. Fallecieron los 74 pasajeros y 10 tripulantes más 71 personas en tierra, totalizando 155 víctimas fatales haciendo de este el peor accidente aéreo de su época. En menos de 24 horas, había corresponsales de todo el mundo en La Trinidad.

## Consecuencias del accidente
Esta tragedia afectó de tal manera que hizo que se acelerara la construcción del Aeropuerto del Caujarito, inaugurado 8 meses después de la tragedia. El Aeropuerto de Grano de Oro fue clausurado para siempre y en su lugar actualmente en el antiguo edificio del terminal funciona la Facultad Experimental de Ciencias de la Universidad del Zulia.

## Similitud con otros accidentes
- El 25 de septiembre de 1978, el vuelo 182 de Pacific Southwest Airlines, un Boeing 727, colisionó con un avión ligero Cessna 172 durante su descenso al Aeropuerto Internacional de San Diego, en San Diego, Estados Unidos. Todos sus 135 pasajeros y 7 personas en tierra murieron junto con los dos ocupantes de la avioneta.

- El 12 de diciembre de 1985, el vuelo 1285 de Arrow Air, un Douglas DC-8-63, se estrelló a los pocos minutos de despegar del Aeropuerto Internacional de Gander, 256 personas a bordo fallecieron en este accidente.

- El 31 de agosto de 1986, el vuelo 498 de Aeroméxico, un DC-9, colisionó con una avioneta en su aproximación final al Aeropuerto Internacional de Los Ángeles. Todos sus ocupantes fallecieron junto con los ocupantes de la avioneta y residentes del barrio Cerritos.

- El vuelo 1141 de Delta Airlines era un vuelo entre Dallas-Fort Worth y Salt Lake City que se estrelló al despegar el 31 de agosto de 1988, matando a 14 personas a bordo y dejando heridas a 76, debido a que el avión que realizaba este vuelo no tenía los flaps desplegados para esta maniobra. al momento del despegue el avión hizo un giro hacia la derecha, curiosamente el vuelo 742 de Viasa lo hizo pero en sentido contrario, y el avión nunca ganó altura. Nunca se estableció esta causa porque las cajas quedaron muy deterioradas.

- El 4 de febrero de 1996, un Douglas DC-8 carguero de la empresa Colombiana Líneas Aéreas del Caribe, se desploma en un sector poblado de la ciudad de Mariano Roque Alonso en Paraguay, minutos después de despegar del Aeropuerto Silvio Pettirossi a solo 1.500 metros de la cabecera de la pista. El aparato hizo un giro ascendente y brusco hacia la izquierda, lo que le hizo perder sustentación y se precipitó a tierra, arrasando con al menos cinco casas y un campo de deportes. Murieron un total de 21 personas, 3 tripulantes 1 acompañante y 17 personas en tierra, 8 de ellos miembros de una misma familia.

- El 8 de enero de 2003, el vuelo 5481 de Air Midwest, un Beechcraft 1900D, se estrelló al despegar del Aeropuerto de Charlotte. 19 pasajeros y los dos pilotos murieron en este accidente, causado por una reparación mal realizada al timón de cola de la aeronave.

## Reseñas periodísticas
- El 23 de febrero de 2008, con motivo del accidente del vuelo 518 de Santa Bárbara Airlines, fue reseñado en el micro Historia de accidentes aéreos de Venezuela, de Globovisión.